# Mesterrieux
Mesterrieux település Franciaországban, Gironde megyében. Lakosainak száma 223 fő (2022. január 1.). Mesterrieux Rimons, Landerrouet-sur-Ségur, Loubens, Neuffons és Roquebrune községekkel határos.

## Népesség
A település népességének változása:
| Lakosok száma | 174  | 180  | 172  | 193  | 192  | 210  | 222  | 230  | 228  | 223  |
|               | 1968 | 1982 | 1990 | 2006 | 2013 | 2015 | 2017 | 2019 | 2020 | 2022 |